# Petén

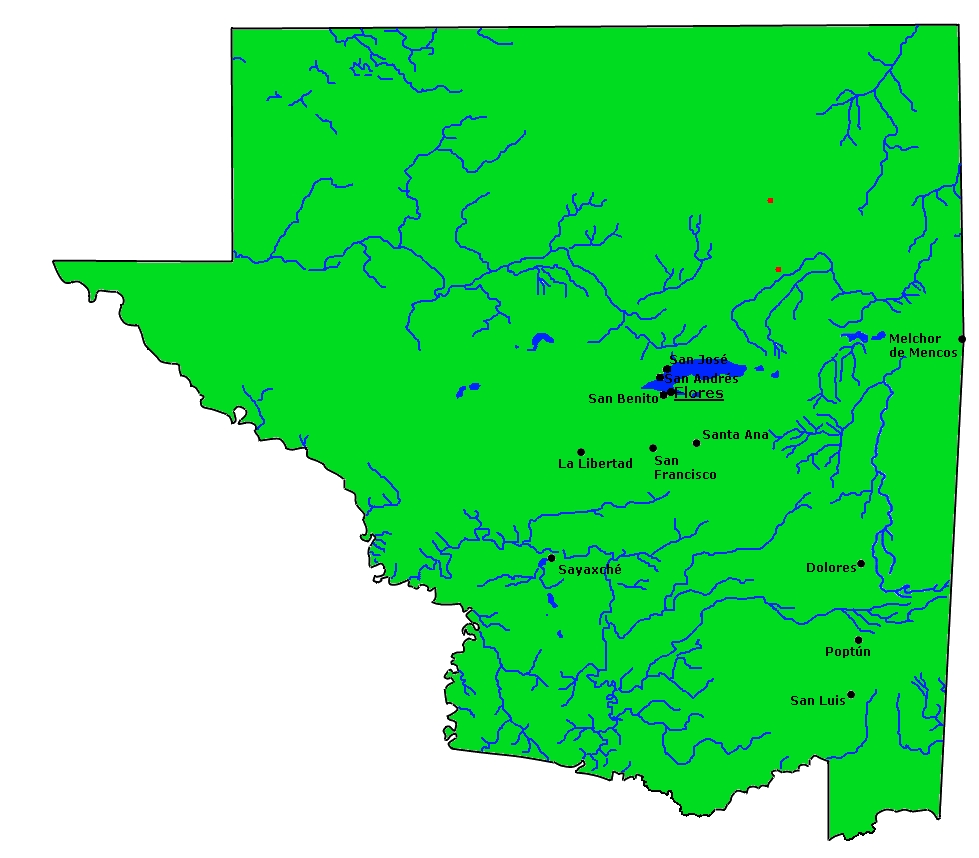
Karta över departementet El Petén

Petén är en geografisk region, ett bäcken i Mesoamerika, närmare bestämt i norra delen av dagens Guatemala och omfattar huvudsak departementet El Petén. 
Under den sena förklassiska och den klassiska perioden i mesoamerikansk kronologi blomstrade här en huvuddel av Mayakulturens stadsstater, bland andra Tikal, El Mirador och Waka', framförallt efter krigsherrens Siyaj K'ak' omstörtande insatser på 300-talet.  Det kom att utveckla sig en egen raffinerad petensk arkitektonisk och kulturell stil i konkurrens med Calakmul strax norr om gränsen.